# Hélène Beauchamp
Pour les articles homonymes, voir Beauchamp.
 (novembre 2015).
Si vous disposez d'ouvrages ou d'articles de référence ou si vous connaissez des sites web de qualité traitant du thème abordé ici, merci de compléter l'article en donnant les références utiles à sa vérifiabilité et en les liant à la section « Notes et références ».
Hélène Beauchamp est une professeur émérite de l'UQAM, spécialisée dans  l'histoire et l'évolution du théâtre professionnel au Québec et au Canada français au XXe siècle.

## Biographie et formation
Née à Ottawa, le 13 janvier 1943, elle obtient une licence de lettres de l’Université d’Ottawa (1964), et une licence de lettres à La Sorbonne (1966) et le diplôme de l’Institut des professeurs de français à l’étranger. Elle étudie à l’Institut d’études théâtrales avec Bernard Dort, joue au Théâtre de la Cité internationale, termine une Licence ès Lettres modernes et obtient un Master à l'université d’Ottawa (1970) et un doctorat à l'université de Sherbrooke (1972).

## Parcours professionnel
Elle obtient ensuite un poste de professeur associé au département des Lettres françaises de l’université d’Ottawa où elle enseigne la littérature et le théâtre (1966-1975). Elle y met en place, avec son collègue Jean Herbiet, le département des Beaux-Arts (musique, arts visuels et théâtre), puis le département de Théâtre où elle enseigne l’histoire du théâtre, l’esthétique et la critique théâtrale.
Elle signe des mises en scène, crée des textes d’auteurs québécois dont une adaptation d’un intermède de Cervantès (La guarda cuidadosa) qu’elle commande à Jean-Claude Germain : La Garde montée : un épisode dans la vie canadienne de Don Quickshot.
Paul Wyczynski l’invite au Centre de recherches en civilisation canadienne-française et elle partage avec Bernard Julien le projet de recherche qui donnera la première étude d’ensemble sur le théâtre du Québec et du Canada français. Le Théâtre canadien-français est publié en 1976 chez Fides (Archives des lettres canadiennes, tome V). Après avoir complété un DESS à l’Université d’Ottawa (1970), elle entreprend des études de doctorat, en termine la scolarité à l’Université de Montréal (1972), mais s’intéresse d’ores et déjà à la création théâtrale et se prépare à devenir l’historienne et l’analyste du « jeune théâtre » québécois de création.
En 1975, elle fait de la recherche et de la formation en théâtre pour les jeunes spectateurs et en pédagogie artistique dans le cadre du département de Théâtre de l’UQAM . Elle publie plusieurs ouvrages, Apprivoiser le théâtre. Les enfants et le jeu dramatique  (1984), Logiques (1997) et Le théâtre adolescent. Une pratique artistique d’affirmation (1998). Elle interviendra dans la refonte des programmes d’enseignement des arts du ministère de l’Éducation (1981, 1990) et milite à l’Association québécoise des professeurs d’art dramatique.
Son enseignement à l’UQAM porte sur le théâtre pour l’enfance et la jeunesse, sur la création dramaturgique et théâtrale. Elle se joint aux compagnies de théâtre fondatrices de la Maison Théâtre et au premier conseil d’administration de cette nouvelle structure. Elle est conseillère dramaturgique de différentes compagnies de création : Théâtre de Quartier, Théâtre de Carton, Théâtre populaire d’Acadie.
Elle dirige une collection de textes dramatiques aux éditions Québec Amérique (1979-1984), elle publie Le théâtre pour enfants au Québec (1950-1980) (Hurtubise HMH, (1985)
À l’UQAM, elle réalise la départementalisation du regroupement des professeurs et des ressources humaines, techniques et matérielles associées à l’enseignement du théâtre, puis assume la direction administrative de ce nouveau département de Théâtre (1985-1989). Elle est directrice de la maîtrise en Théâtre (1995-1998) et a la responsabilité des séminaires de méthodologie de la recherche et de la création aux deuxième et troisième cycles. Elle est membre élu de plusieurs instances, commissions universitaires, etc.
Elle est membre de la rédaction des Cahiers de théâtre Jeu (1978-1981), de L’Annuaire théâtral (1990-1992) et du Theatre Research in Canada / Recherches théâtrales au Canada (1992-1996). Elle préside la Société québécoise d’études théâtrales (2002-2004).
À compter de 2000, elle entreprend la publication d’ouvrages qui portent sur les compagnies qui créent et produisent le théâtre au Québec et au Canada français. Avec Joël Beddows elle lance un premier ouvrage – Les Théâtres professionnels du Canada francophone. Entre mémoire et rupture (Le Nordir, 2001), finaliste pour le Prix du livre de la ville d’Ottawa. Elle organise avec Gilbert David un colloque qui marque le 25e anniversaire de fondation de la Société québécoise d’études théâtrales et en publie les actes sous le titre de Théâtres québécois et canadiens-français au XXe siècle. Trajectoires et territoires (PUQ, 2003).
En 2005, elle est commissaire pour l’exposition inaugurale de l’Espace Jeunes de la Grande Bibliothèque du Québec et en rédige le catalogue : « Le théâtre jeune public : l’art des rencontres » (mars-décembre 2005). Chez VLB, elle publie Les Théâtres de création au Québec, en Acadie et au Canada français qui porte sur les compagnies et les lieux du théâtre de création.

## Œuvres
- Les théâtres de création au Québec, en Acadie et au Canada français, VLB Éditeur (2005)
- Le théâtre jeune public : l'art des rencontres, Bibliothèque nationale du Québec (2005)
- DynamO Théâtre - Théâtre de mouvement acrobatique. Genèse et évolution d'une forme théâtrale, Duchesne Éditeur (2003)
- Théâtres québécois et canadiens-français au XXe siècle. Trajectoires et territoires, Presses de l'Université du Québec (2003)
- Les théâtres professionnels du Canada francophone : entre mémoire et rupture, Les Éditions du Nordir (2001)
- Introduction aux textes du théâtre jeune public, Éditions Logiques (2000)
- Le Théâtre adolescent, Éditions Logiques (1998)
- Apprivoiser le théâtre, Éditions Logiques  (1997)
- Le théâtre pour enfants au Québec : 1950-1980, Hurtubise HMH (1985)
- Les Enfants et le jeu dramatique, A. de Boeck (1984)